# Щербанюк Михайло Миколайович
Миха́йло Микола́йович Щербаню́к (25 листопада 1989 — 23 серпня 2018) — старший солдат Збройних сил України, учасник російсько-української війни.

## Життєпис
Народився 1989 року в селі Бережани (Калинівський район, Вінницька область).
4 листопада 2017 року вступив на військову службу за контрактом; старший солдат, старший стрілець 3-го штурмового відділення 3-го штурмового взводу 2-ї штурмової роти 24 ОШБ «Айдар».
23 серпня 2018 року загинув від осколкового поранення в часі 4-годинного бою, який почався о 5:50 поблизу села Кримське (Новоайдарський район). Сили противника зі східної околиці Жолобка, під прикриттям артилерії та мінометного вогню, наблизилися до передових позицій бригади та здійснили спробу захоплення спостережних постів. Для відсічі нападу було застосовано резерви та здійснено вогневе ураження, внаслідок чого атаку вздовж Бахмутської траси було відбито. У бою загинули четверо українських захисників — старший солдат Мар'ян Найда, солдат Тарас Проценко, старший солдат Михайло Щербанюк та старший солдат Андрій Чирва, 7 зазнали поранень.
26 серпня 2018-го похований в селі Бережани.
Без Михайла лишилися батьки (був останньою дитиною — кілька років до того померла його сестра).

## Нагороди та вшанування
- указом Президента України № 26/2019 від 31 січня 2019 року «за особисту мужність і самовіддані дії, виявлені у захисті державного суверенітету та територіальної цілісності України, зразкового виконання військового обов'язку» — нагороджений орденом «За мужність» III ступеня (посмертно)[1]